# Santander (Cebu)
Santander é um município de  quarta classe de renda municipal (d) na província Cebu, nas Filipinas. De acordo com o censo de 1 de maio  de  2020 possui uma população de 18 527 pessoas e 4 591 domicílios.